# Пілюшин Йосип Йосипович
Пілюшин Йосип Йосипович (рос. Иосиф Иосифович Пилюшин; 1903, Двінський повіт, Російська імперія (тепер Верхньодвінський район, Вітебська область,Білорусь) — 2 березня 1979[?]) — білоруський радянський снайпер, учасник Другої Світової війни. Знищив близько 112 солдатів та офіцерів Вермахту (за деякими іншими даними 86).

## Біографія
Народився в білоруському селі Урбаново, Двінського повіту. Нині це село Міорського району сучасної Вітебської області.
У 1926 році призваний до лав Червоної армії. Пізніше працював електрозварником на відомому тоді заводі «Арсенал», в місті Ленінграді. Паралельно з роботою навчався в школі, а потім у вечірньому інституті. Мав дружину та двоє дітей. У 1939 році став майстром стрілецького спорту. Пізніше вміння гарно стріляти не раз будуть рятувати Йосипа, проте зараз він про це ще не знав.
У 1941 році розпочалася війна, Пілюшин пішов добровольцем на фронт, де був призначений снайпером. Восени того ж року в Ленінграді від бомбардування загинула його дружина Віра та старший син Віктор. У Йосипа залишився лише молодший син Володя.
Разом зі своєю напарницею, снайпером Зінаїдою Строєвою, Пілюшин навідував свого сина в госпіталі. Хлопчик називав Зіну своєю мамою.
Невдовзі, під час одного з боїв, Пілюшина було поранено осколком, від чого він втратив праве око. Коли йому вставили скляний протез він відразу ж повертається на фронт. Пілюшин стає інструктором зі снайперських курсів, де підготував та навчив понад 400 молодих бійців.
22 жовтня 1943 року загинув його син Володя, а в січні 1944 була смертельно поранена Зінаїда Строєва.
Війна закінчилася для Пілюшина в 1944 р., після того як його було сильно поранено. Лікарі врятували його, проте воювати він вже не міг.
Після війни Йосип Йосипович повернувся працювати на завод «Арсенал». У 1950-х роках втратив зір. У 1958 році видав книгу своїх спогадів про Блокаду Ленінграда — «Під стінами Ленінграда».